# Trăn Miến Điện ở Florida

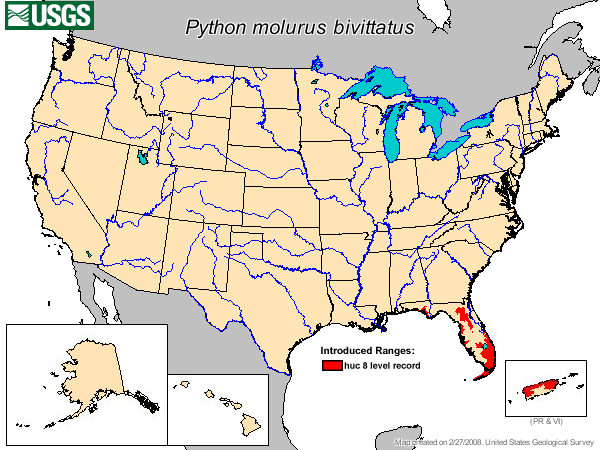
Phạm vi phân bố trăn Miến Điện ở Hoa Kỳ năm 2007

Trăn Miến Điện (Python bivittatus) là loài bản địa Đông Nam Á. Tuy nhiên, từ cuối thế kỷ 20, chúng đã trở thành một quần thể sinh sản được thiết lập ở Nam Florida, Hoa Kỳ. Mặc dù trăn Miến Điện lần đầu tiên được nhìn thấy ở vườn quốc gia Everglades vào thập niên 1990, nhưng chúng không được chính thức công nhận là một quần thể sinh sản cho đến năm 2000. Kể từ đó, số lượng nhìn thấy trăn đã tăng lên theo cấp số nhân với hơn 300 lần nhìn thấy từ năm 2008 đến năm 2010.
Trăn Miến Điện săn bắt nhiều loại chim, động vật có vú và cá sấu ở Everglades. Sự suy giảm rõ rệt ở một số loài động vật có vú đã trùng hợp về mặt không gian và thời gian với sự gia tăng của loài trăn ở Nam Florida, cho thấy những tác động tàn khốc đối với động vật bản địa. Mặc dù khả năng phát hiện trăn thấp khiến việc ước tính số lượng cá thể trở nên khó khăn, hầu hết các nhà nghiên cứu đề xuất rằng ít nhất 30.000 con trở lên trong số 300.000 con trăn có khả năng xâm chiếm Nam Florida và quần thể này sẽ chỉ tiếp tục phát triển. Việc nhập khẩu trăn Miến Điện đã bị Bộ Nội vụ Hoa Kỳ cấm vào tháng 1 năm 2012.

## Tác động xâm lấn

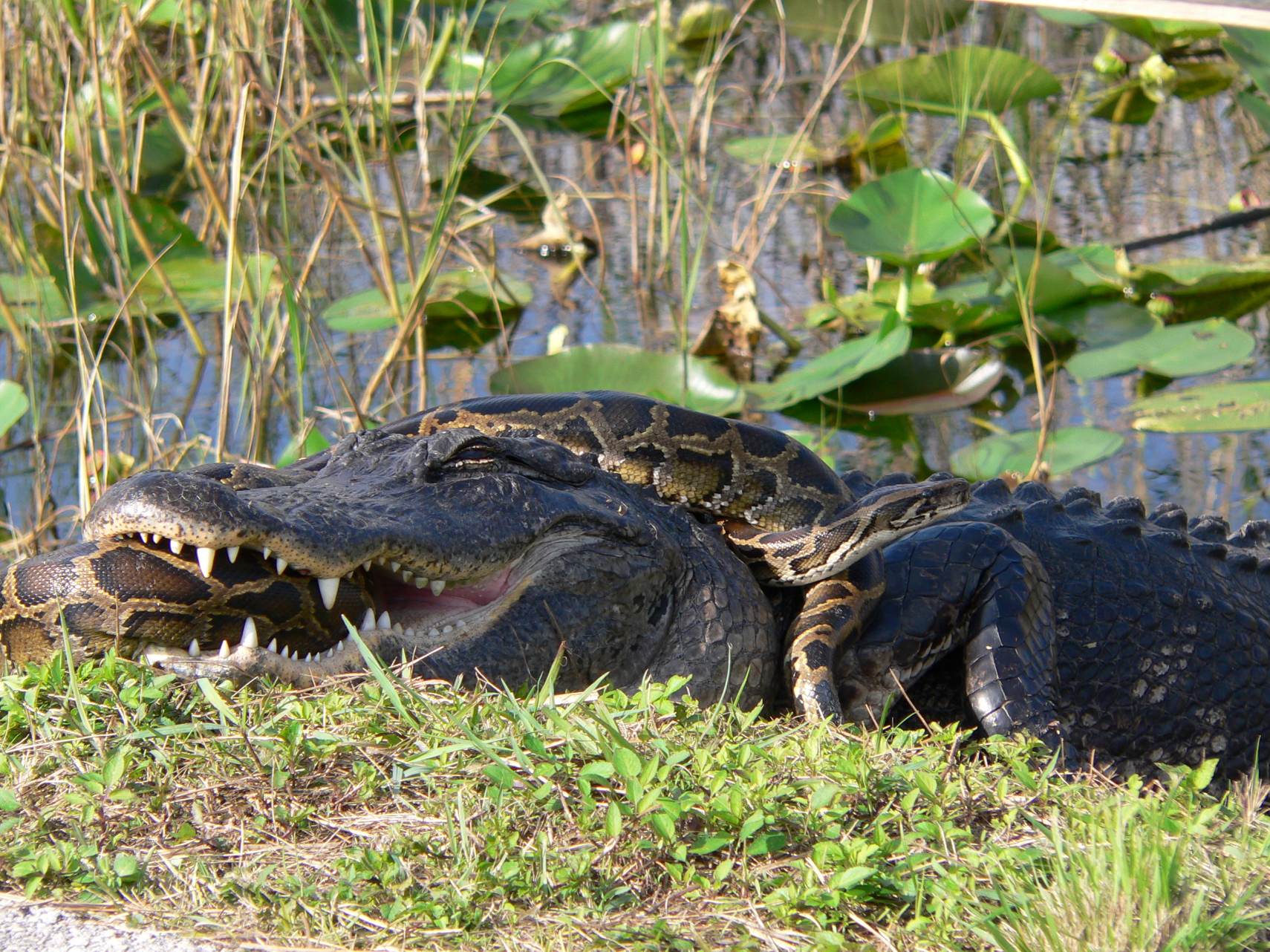
Một con cá sấu mõm ngắn Mỹ và trăn Miến Điện ở vườn quốc gia Everglades

Trăn Miến Điện ở bang Florida được xếp vào loại loài xâm lấn. Chúng phá vỡ hệ sinh thái bằng cách săn mồi các loài bản địa, cạnh tranh với các loài bản địa để làm thức ăn hoặc các nguồn tài nguyên khác, và/hoặc phá vỡ bản chất vật lý của môi trường. Chúng có kích thước tương đương hoặc thậm chí lớn hơn các loài rắn bản địa trưởng thành và nhanh chóng đạt được kích thước làm giảm nguy cơ bị săn mồi. Tuy nhiên, điều quan trọng cần lưu ý là chúng thường bị cá sấu mõm ngắn Mỹ bản địa săn bắt khi trăn xâm nhập vào lãnh thổ của cá sấu.
Khả năng sinh sản cao, sự phát triển tính dục nhanh chóng và tuổi thọ của trăn Miến Điện làm rõ lý do tại sao việc kiểm soát số lượng loài này thông qua việc loại bỏ các cá thể lại khó khăn. Một con cái điển hình sinh sản cách nhau hàng năm, đẻ một lứa từ hai mươi đến năm mươi quả trứng và có thể sống từ hai mươi năm trở lên.
Ngoài ra, với tư cách là động vật ăn thịt đầu bảng và chế độ ăn đa dạng, trăn Miến Điện nhắm đến một loạt các nhóm các loài. Do đó, chúng không phụ thuộc vào một loài săn mồi cụ thể. Yêu cầu về chế độ ăn linh hoạt của trăn Miến Điện giúp chúng có thể tồn tại trong thời gian dài mà không cần thức ăn, nhưng khi có sẵn con mồi, chúng sẽ ăn thường xuyên. Do đó, trăn Miến Điện là mối đe dọa lớn đối với động vật hoang dã, đặc biệt là động vật có vú cỡ trung.
Sự sụt giảm nghiêm trọng các quần thể động vật có vú trên khắp Everglades có thể liên quan đến sự gia tăng của loài trăn này. So sánh các cuộc điều tra đường được thực hiện trong các năm 1996-1997 (trước khi phát triển) và 2003-2011 (sau khi tăng sinh) cho thấy tần suất nhìn thấy gấu mèo, opossum, linh miêu đuôi cộc, thỏ đồng lầy, cáo và các loài động vật có vú khác đã giảm từ 88% xuống còn 100%. Những sự sụt giảm này phù hợp với địa lý không gian của lan rộng của trăn Miến Điện. Tuy nhiên, hầu hết các loài này đều tăng số lượng sau sự xáo trộn của con người.
Sự sụt giảm nhỏ hơn đã được quan sát thấy ở những con trăn chỉ mới được ghi nhận gần đây và sự phong phú của động vật có vú lớn nhất được quan sát bên ngoài phạm vi hiện tại của trăn. Trăn Miến Điện là kẻ săn mồi thống trị của thỏ đồng lầy được du nhập lại (Sylvilagus palustris) ở vườn quốc gia Everglades, và việc bị loài trăn Miến Điện săn bắt đã tiêu diệt đàn thỏ trong vòng chưa đầy 11 tháng. Tuy nhiên, mức độ tổng thể mà các quần thể động vật có vú giảm đi đáng kể sẽ phá vỡ lưới thức ăn phức tạp của Everglades bằng cách ảnh hưởng gián tiếp đến các loài bản địa khác, tuy nhiên, vẫn chưa rõ ràng.

### Tại Everglades

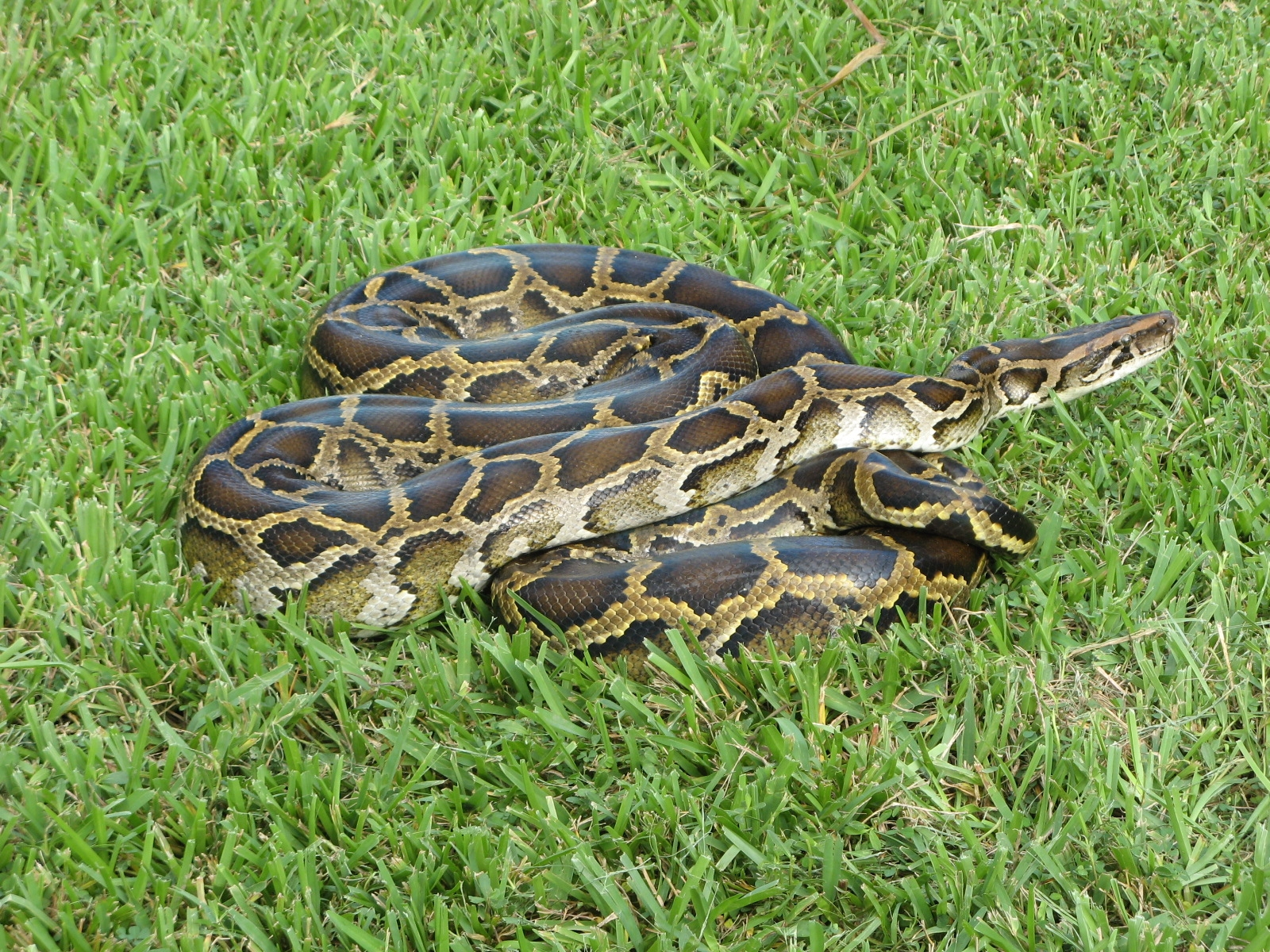
Một con trăn Miến Điện bị bắt ở vườn quốc gia Everglades

Everglades là một vùng đất ngập nước cận nhiệt đới bao gồm một phần ba phía dưới của bán đảo Florida. Chỉ còn lại 25% khu vực Everglades nguyên thủy, được bảo vệ trong vườn quốc gia Everglades. Khí hậu của Nam Florida và vị trí của Everglades, được bao quanh bởi một khu vực đô thị ở phía đông, Naples ở phía tây và vịnh Florida ở phía nam, làm cho nó đặc biệt dễ bị xâm nhập bởi sự xâm nhập của các loài ngoại lai. Đặc biệt, Miami là trung tâm buôn bán vật nuôi ngoại lai của Hoa Kỳ. Mặc dù nguồn gốc chính xác của trăn Miến Điện ở Everglades vẫn chưa được biết rõ, nhưng nhiều khả năng nhiều người đã từng là vật nuôi do chủ nhân thả ra vì thấy chúng quá khó chăm sóc.
Đánh giá cấu trúc di truyền của trăn Miến Điện được lấy mẫu từ vườn quốc gia Everglades đã xác định rằng quần thể này khác biệt về mặt di truyền với trăn được lấy mẫu trong phạm vi bản địa của chúng, nhưng trong quần thể Everglades, có rất ít sự đa dạng về di truyền.
Năm 2001, Cục Khảo sát Địa chất Hoa Kỳ bắt đầu phân tích khoảng thời gian 10 năm đối với 400 con trăn bị bắt ở Everglades. 
Cuộc khảo sát đã phát hiện ra rằng tồn tại một cây di truyền rối rắm giữa những con rắn bị bắt này và những con trăn lai đang biểu hiện trong Everglades. 13 trong số 400 con trăn được phân tích có dấu hiệu di truyền của trăn Ấn Độ trong DNA của chúng. Trăn đá Ấn Độ nổi tiếng là loài nhỏ hơn, nhanh hơn và hung dữ hơn trăn Miến Điện. Có thể gợi ý rằng sự giao phối này cho phép các loài lai xâm lấn thích nghi nhanh hơn với hệ sinh thái Everglades.
Việc ước tính số lượng cá thể của trăn Miến Điện ở Everglades là một thách thức vì tính chất kín đáo của loài này và khả năng hạn chế để tiến hành các đánh giá đánh dấu lại truyền thống. 
Cụ thể, mục tiêu chính của việc loại bỏ loài trăn này là để trả lại những con trăn bị bắt về tự nhiên là trái ngược với mục tiêu chính.
Hơn nữa, khả năng phát hiện trăn thấp có nghĩa là ngay cả khi các nghiên cứu bắt lại dấu vết có thể được tiến hành, chúng sẽ đòi hỏi một nỗ lực nghiên cứu lớn hơn hiện tại. Trăn dành phần lớn thời gian trong ngày để ẩn náu, dù là trong hang hay môi trường sống dưới nước, và một nghiên cứu chỉ ra rằng ngay cả những nhà nghiên cứu loài lưỡng cư dày dạn kinh nghiệm cũng chỉ cho thấy hiệu quả 1% trong việc phát hiện trăn nuôi trong môi trường bán tự nhiên. Do đó, ước tính quần thể trăn dao động từ ít nhất 30.000 đến hơn 300.000 cá thể.

### Sinh thái không gian
Một số nỗ lực đã được thực hiện nhằm hiểu rõ hơn về hệ sinh thái không gian của trăn Miến Điện ở Everglades, bao gồm cả nghiên cứu phân tích bắt và đo gia tốc phóng xạ. Kể từ khi ghi nhận quần thể sinh sản của loài trăn này, các nhà nghiên cứu đã nỗ lực ghi lại lịch sử bắt giữ (ngày, địa điểm và thời gian) cũng như các đặc điểm (khối lượng, chiều dài, giới tính, tình trạng sinh sản và nội dung ruột) của mỗi con vật để mô tả rõ hơn các mô hình hoạt động, sự lây lan và hệ sinh thái của trăn. 
Hơn 2.000 con trăn đã bị bắt kể từ năm 2005, bao gồm cả trăn con, những con cái còn non và những con trưởng thành có tổng chiều dài hơn 5,33 m. Các phân tích trong ruột chỉ ra rằng những con trăn bị bắt ăn gần như bất kỳ loài chim, động vật có vú hoặc cá sấu nào được tìm thấy ở Everglades, bao gồm cả loài chuột rừng Key Largo có nguy cơ tuyệt chủng cấp quốc gia (Neotoma floridana smalli) và hạc gỗ (Mycteria americana).
Việc đo gia tốc bức xạ bao gồm việc sử dụng các bộ truyền bức xạ nhỏ, được cấy ghép bằng phẫu thuật để theo dõi các kiểu chuyển động của động vật bị bắt và thả trong một khoảng thời gian dài. Một nghiên cứu năm 2014 cho thấy trăn Miến Điện có khả năng định vị và giác quan la bàn. 
Trái ngược với nghiên cứu trước đây ghi nhận khả năng điều hướng kém của rắn trên cạn, hành vi di chuyển của trăn Miến Điện dường như không phải là phi thường. Các chuyển động của mười hai con trăn Miến Điện trưởng thành trong vườn quốc gia Everglades đã được theo dõi sau khi chúng được chuyển khỏi vị trí ban đầu. Năm trong số sáu con rắn được di chuyển từ 21–36 km từ vị trí bắt của chúng hiển thị chuyển động có định hướng bằng cách quay trở lại trong vòng 5 km từ vị trí ban đầu của chúng. Do đó, khả năng di chuyển trăn Miến Điện là một yếu tố bổ sung cần được xem xét trong các dự đoán về phạm vi tương lai của loài trăn này ở miền nam Hoa Kỳ và việc quản lý dân số hiện tại ở trong Nam Florida.